# Kečovo
Kečovo, ungarisch Kecső ist eine Gemeinde im Osten der Slowakei mit 306 Einwohnern (Stand 31. Dezember 2024), die zum Okres Rožňava, einem Kreis des Košický kraj, gehört.

## Geographie
Die Gemeinde befindet sich im Slowakischen Karst nahe der Grenze zu Ungarn und liegt am Rande des Plateaus Silická planina. Sie wird von einem kleinen Bach durchflossen. Das Gemeindegebiet ist von verschiedenen Karstformationen wie Karstquellen, Schlünden und Höhlen geprägt und gehört zu einem großen Teil zum Nationalpark Slowakischer Karst. Unter anderem findet man hier den Eingang in die Domica-Höhle. Das Ortszentrum liegt auf einer Höhe von 354 m n.m. und ist 32 Kilometer von Rožňava entfernt.
Nachbargemeinden sind Silická Brezová im Norden, Aggtelek (H) im Osten und Südosten, kurz Tornaľa im Süden und Dlhá Ves im Westen.

## Geschichte

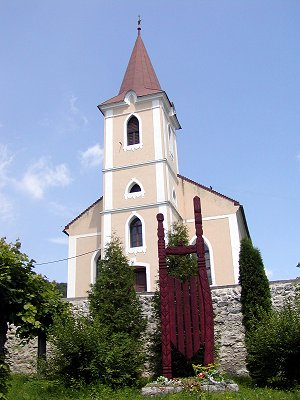
Evangelische Kirche im Ortszentrum

Kečovo wurde zum ersten Mal 1272 als Kucheu schriftlich erwähnt, weitere historische Namen sind Kechew (1344) und Kecschö (1786). Der Ort entwickelte sich von einer älteren Siedlung heraus und gehörte dem örtlichen kleinadeligen Geschlecht Kecsöi. Nach den türkischen Plünderungen im Jahr 1564 wurde das Dorf entvölkert und erst 200 Jahre später wieder besiedelt. In der zweiten Hälfte des 18. Jahrhunderts war der wiederbelebte Ort Besitz der Geschlechter Ragályi und Fáy. 1828 zählte man 45 Häuser und 238 Einwohner, die als Kalkbrenner, Köhler, Schmiede und Viehhalter beschäftigt waren.
Bis 1918/1919 gehörte der im Komitat Gemer und Kleinhont liegende Ort zum Königreich Ungarn und kam danach zur Tschechoslowakei beziehungsweise heute Slowakei. 1938 bis 1945 war er auf Grund des Ersten Wiener Schiedsspruchs noch einmal Teil Ungarns.

## Bevölkerung
| Jahr                | 1994 | 2004     | 2014    | 2024     |
| ------------------- | ---- | -------- | ------- | -------- |
| Anzahl der Personen | 467  | 397      | 371     | 306      |
| Unterschied         |      | −14,98 % | −6,54 % | −17,52 % |

| Jahr                | 2023 | 2024 |
| ------------------- | ---- | ---- |
| Anzahl der Personen | 306  | 306  |
| Unterschied         |      | +0 % |

Nach der Volkszählung 2011 wohnten in Kečovo 375 Einwohner, davon 331 Magyaren, 38 Slowaken, zwei Ukrainer, ein Tscheche sowie ein Einwohner anderer Ethnie. Zwei Einwohner machten keine Angabe zur Ethnie.
206 Einwohner bekannten sich zur römisch-katholischen Kirche, 91 Einwohner zur Evangelischen Kirche A. B., 41 Einwohner zur reformierten Kirche, fünf Einwohner zur evangelisch-methodistischen Kirche, drei Einwohner zu den Zeugen Jehovas und ein Einwohner zur orthodoxen Kirche. 23 Einwohner waren konfessionslos und bei fünf Einwohnern wurde die Konfession nicht ermittelt.

## Sehenswürdigkeiten

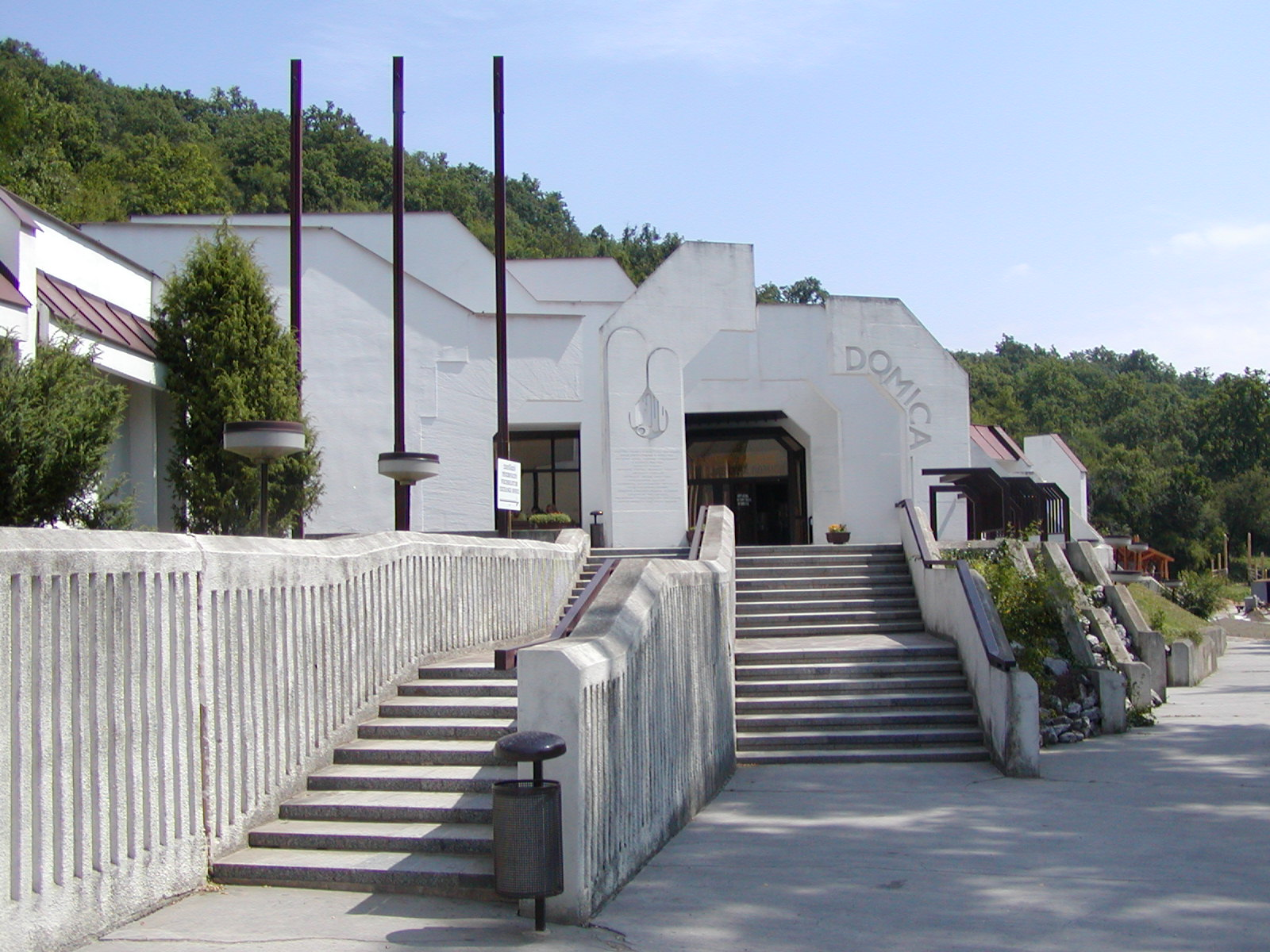
Eingangsbereich in die Domica-Höhle

- römisch-katholische Kirche im klassizistischen Stil aus dem Jahr 1827
- evangelische Kirche im klassizistischen Stil aus dem Jahr 1820
- Domica-Höhle, Teil des Baradla-Domica-Höhlensystems, seit 1932 als Schauhöhle betrieben

## Verkehr
Der Hauptort ist über die Straße 3. Ordnung 050148 zu erreichen, während die Höhle und der nahe Grenzübergang Domica-Aggtelek durch die Straße 2. Ordnung 587 erschlossen sind. Im 13 Kilometer entfernten Plešivec besteht Anschluss an die Straße 1. Ordnung 50 (E 58).
Der nächste Bahnhof befindet sich ebenfalls in Plešivec, wo jedoch nur Schnellzüge (Stand Fahrplan 2014/2015) halten. Ansonsten beschränkt sich der öffentliche Verkehr nur auf eine regionale Buslinie von Gemerská Hôrka und Plešivec heraus, mit Haltestellen bei der Höhle und im Ortszentrum.